# Nigeria ai Giochi della XXVIII Olimpiade
La Nigeria partecipò ai Giochi della XXVIII Olimpiade, svoltisi ad Atene, Grecia, dal 13 al 29 agosto 2004, con una delegazione di 72 atleti impegnati in dieci discipline.

## Medaglie
| Medaglia | Atleta                                                 | Sport            | Evento                     |
| -------- | ------------------------------------------------------ | ---------------- | -------------------------- |
| Bronzo   | Deji Aliu Aaron Egbele Uchenna Emedolu Olusoji Fasuba  | Atletica leggera | Staffetta 4×100 m maschile |
| Bronzo   | Musa Audu James Godday Enefiok Udo-Obong Saul Weigopwa | Atletica leggera | Staffetta 4×400 m maschile |

## Risultati

### Calcio
- Donne

| Atleta | Classifica |                    |
| --- | --- | ------------------ |
| V · D · M Nazionale nigeriana femminile · Calcio ai Giochi Olimpici Estivi 2004 1 Dede · 2 Ekpo · 3 Eze · 4 Nkwocha · 5 Ameh · 6 Queens · 7 Mbachu · 8 Nwadike · 9 Igbojionu · 10 Akide · 11 Okolo · 12 Onyeka · 13 Kudaisi · 14 Sabi · 15 Mmadu · 16 Egbe · 17 Nwosu · 18 Onyinanya · CT : Ismaila | 6° |                    |
| Nazionale nigeriana femminile · Calcio ai Giochi Olimpici Estivi 2004 | |                    |
| 1 Dede · 2 Ekpo · 3 Eze · 4 Nkwocha · 5 Ameh · 6 Queens · 7 Mbachu · 8 Nwadike · 9 Igbojionu · 10 Akide · 11 Okolo · 12 Onyeka · 13 Kudaisi · 14 Sabi · 15 Mmadu · 16 Egbe · 17 Nwosu · 18 Onyinanya · CT: Ismaila                                                                                  | 1 Dede · 2 Ekpo · 3 Eze · 4 Nkwocha · 5 Ameh · 6 Queens · 7 Mbachu · 8 Nwadike · 9 Igbojionu · 10 Akide · 11 Okolo · 12 Onyeka · 13 Kudaisi · 14 Sabi · 15 Mmadu · 16 Egbe · 17 Nwosu · 18 Onyinanya · CT: Ismaila | Nigeria (bandiera) |

### Pallacanestro
- Donne

| Atleta | Classifica |
| --- | ---------- |
| V · D · M Nazionale nigeriana - Pallacanestro ai Giochi della XXVIII Olimpiade - Torneo femminile 4 Umoh · 5 Aluka · 6 Akiode · 7 Negedu · 8 Oha · 9 Mohammed · 10 Iyorhe · 11 Udoka · 12 Sadiq · 13 Amachree · 14 Rafiu · 15 Ogugua · All. Sam Vincent | 11°        |
| Nazionale nigeriana - Pallacanestro ai Giochi della XXVIII Olimpiade - Torneo femminile |            |
| 4 Umoh · 5 Aluka · 6 Akiode · 7 Negedu · 8 Oha · 9 Mohammed · 10 Iyorhe · 11 Udoka · 12 Sadiq · 13 Amachree · 14 Rafiu · 15 Ogugua · All. Sam Vincent                                                                                                   |            |